# Ушаков, Семён Петрович
Семён Петрович Ушаков (1702—?) — русский государственный деятель, московский вице-губернатор.

## Биография
Родился в 1702 году.
Дата вступления на военную службу неизвестна. С 1740 года состоял на гражданской службе в провинции. Указом Сената Московской губернской канцелярии от 14 января 1751 года был назначен московским вице-губернатором. На этом посту находился с 14 января 1751 года по 10 декабря 1755 года. После смерти В. Я. Левашова, с 7 апреля 1751 года по 29 марта 1753 года, когда губернатором был назначен С. А. Голицын, Ушаков временно возглавлял Московскую губернию.
Во время его работы на посту вице-губернатора, после пожаров в Москве 1752 года правительство приняло ряд специальных указов: «О предосторожностях от пожаров», «О невозвышении цен на всякие припасы и материалы по случаю бывшего 5 мая в Москве пожара и о продаже оных по прилагаемой у сего таксе». 30 июня 1752 года вышел указ «О строении в Москве на пожарных местах впредь домов по плану», определивший длину и ширину городских улиц, которой придерживались вплоть до 1917 года.